# Stora Ilaresjö
Stora Ilaresjö är en sjö i Kungsbacka kommun i Halland och ingår i Viskan-Rolfsåns kustområde. Sjön har en area på 0,087 kvadratkilometer och ligger 79,2 meter över havet.

## Delavrinningsområde
Stora Ilaresjö ingår i det delavrinningsområde (636283-129010) som SMHI kallar för Ovan 636232-128782. Medelhöjden är 70 meter över havet och ytan är 5,49 kvadratkilometer. Det finns inga avrinningsområden uppströms utan avrinningsområdet är högsta punkten. Vattendraget som avvattnar avrinningsområdet har biflödesordning 2, vilket innebär att vattnet flödar genom totalt 2 vattendrag innan det når havet efter 12 kilometer. Avrinningsområdet består mestadels av skog (70 %) och jordbruk (23 %). Avrinningsområdet har 0,09 kvadratkilometer vattenytor vilket ger det en sjöprocent på 1,6 %.